# Comunidad campesina de Cátac
La comunidad campesina de Cátac es una comunidad campesina quechua ubicada en el distrito de Cátac de la provincia de Recuay, en la departamento de Ancash, Perú. S.Fue reconocida por el estado peruano como comunidad campesina el 18 de febrero de 1946, mediante la resolución de reconocimiento R.S. s/n.
Su familia lingüística es el quechua y presenta una población total de 2955 personas, donde 1474 son mujeres y 1481 son varones.
Su población se ha establecido en los caseríos de San Miguel, Parco, Chahuapampa, Utcuyacu y Conococha, y el centro poblado de Shiqui.
Resulta importante mencionar que la comunidad campesina de San Miguel de Utcuyacu también se encuentra en el mismo distrito.

## Historia
En los años cuarenta, las familias arrendatarias de pasos y las familias parceleras conforman una junta directiva y logran el reconocimiento de la comunidad campesina. En el año 1960, la comunidad de Catac organiza la Primera Convención Departamental de Comunidades Indígenas de Áncash en Cátac con la participación de las comunidades de Cotaparaco, Huambo, Cochapetí, Huayán, Cochabamba, San Lorenzo de Marca, Pararín y Cajacay (de la provincia de Recuay), Shupluy (de la provincia de Yungay) y Yauli (de la región Junín); e incluyó la participación de delegados de la Federación Indígena del Perú y de la Liga Indígena de Áncash.
En 1964 un sector de comuneros forma una cooperativa de producción pecuaria, la Cooperativa San Simón de Pachacoto de producción pecuaria. Esta se desarrolla entre 1964 y 1973 en el territorio ocupado en la zona sur. Luego en 1972, se crea la Cooperativa 24 de junio de producción agrícola fundada por las familias del sector Catac-pata como un mecanismo de defensa de las parcelas familiares adjudicadas por la reforma agraria.
Durante la reforma agraria en 1974, las cooperativas y la comunidad campesina crean la Empresa Comunal de Cátac. Esta empresa se desarrolla como una unidad de producción agropecuaria, sin embargo, con la expansión de la economía de mercado en el campo se posiciona regionalmente como una entidad prestadora de servicios. Entre sus actividades estuvo la diversificación de las unidades económicas, entre ellas la crianza de ovinos, vacunas y alpacas y la apertura de un grifo comunal.
Entre 2001 y 2007 fueron responsables de la administración del complejo turístico Pastoruri y suscribieron un convenio con la Universidad Santiago Antúnez de Mayolo (UNASAM) por el "uso de territorio comunal" para una planta procesadora de minerales entre 2006 a 2012.
Durante el 2018, la comunidad campesina solicitó la inclusión del distrito de Cátac y la provincia de Recuay al área de influencia directa de la Compañía Minera Antamina. Además, de solicitar que se declare a la laguna Conococha como zona intangible.

## Dinámica social
En un principio se encontraba integrada por familias que se dedicaban a la crianza de ganado y a la agricultura. La recuperación de las tierras en la década de 1960 moviliza el retorno de familias motivadas por las expectativas de acceso a la tierra. Con la creación de cooperativas agropecuarias y la diversificación de la empresa como provisión de servicios y los convenios que suscribe la comunidad con las empresas que operan el territorio comunal muchas personas buscan insertarse a la comunidad para acceder a estos nuevos recursos.
En la actualidad la población comunera en Cátac se divide en dos generaciones que dependen casi exclusivamente de la tierra y otras dos generaciones que se incorporaron en las nuevas actividades económicas.